# Рудня-Воробйовка
Рудня-Воробйовка (рос. Рудня-Воробьёвка) — присілок в Гордієвському районі Брянської області Російської Федерації.
Населення становить 318 осіб. Входить до складу муніципального утворення Рудневоробйовське сільське поселення.

## Історія
Розташоване на території української історичної землі Стародубщина.
Від 2005 року входить до складу муніципального утворення Рудневоробйовське сільське поселення.

## Населення
| 2010 | 2013 |
| ---- | ---- |
| 347  | ↘318 |

## Персоналії
Уродженцем присілка є Сугак Сергій Савелійович (1909—2001) — військовий льотчик, Герой Радянського Союзу.